# 杉浦翠子
杉浦 翠子（すぎうら すいこ、1885年（明治18年）5月17日 - 1960年（昭和35年）2月16日）は、明治から昭和にかけての歌人。旧姓は岩崎 翠。
夫は日本のグラフィックデザインの礎を築き多摩帝国美術学校（現在の多摩美術大学）の初代学長となった杉浦非水。洋画家の岩崎勝平は甥。

## 来歴
埼玉県川越（現川越市）に、父・岩崎紀一、母・サダの六人兄弟の三女として生まれた。旧姓は岩崎翠（いわさき みどり）。次兄の福澤桃介は福澤諭吉の娘婿となった大実業家。 
翠子が2歳のときに父・紀一と、3歳で母・サダとそれぞれ死別し、祖母・ミキに育てられる。祖母が死去すると次姉・てるの嫁ぎ先である東京・赤坂の出渕豊保に身を寄せ、国語伝習所、女子美術学校（現女子美術大学）を卒業する。出渕宅の隣に豊保の友人である杉浦非水が居を構えていた。非水は翠子の若い美貌と詩才に激しく惹かれ、明治37年（1904年）に二人は大恋愛の末、結婚する。翠子19歳、非水28歳であった。
「日本の電力王」と呼ばれた兄・桃介に代表される拝金主義に翠子は反発、デザインの世界に進む夫・非水の精神性に夢中になる。翠子は北原白秋に入門、大正5年（1916年）にはアララギに入会、さらに斎藤茂吉に師事する。新進デザイナーと新鋭歌人という経済的に恵まれた夫婦は「モボ・モガ」としてマスコミで持て囃され時代の寵児となった。翠子は情熱的な作品を発表し続けた。
激情的な翠子はアララギの編集兼発行人・島木赤彦らに疎まれ、翠子は大正12年（1923年）にアララギを退会、社会性・批判精神を欠如したアララギの短歌を批判した。昭和8年（1933年）、歌誌「短歌至上主義」を創刊（装幀は非水）、主宰者として主知的短歌を唱える歌風に転じた。
昭和35年（1960年）2月16日、自宅で病没。最愛の夫・非水に5年先立つ死であった。

## 代表作
歌集に「寒紅集」「藤浪」「生命の波動」「みどりの眉」など。小説では「かなしき歌人の群」など。

## 著書
- 『藤浪 歌集』春陽堂, 1921
- 『みどりの眉 歌集』金星堂, 1925
- 『かなしき歌人の群』福永書店, 1927
- 『彼女を破門せよ 長篇小説』藤浪会, 1933
- 『兄桃介を悼むの歌』藤浪会, 1938
- 『一百光年 歌集』(短歌至上叢書 藤浪短歌会, 1962
- 『山月高し 歌集』(短歌至上叢書 藤浪短歌会, 1963
- 『短歌知性論 歌論』藤浪短歌会, 1966
- 『富強物語 小説』藤浪会, 1980.2
- 『杉浦翠子全歌集』工藤信男編. 中央公論事業出版, 1982.9
- 『不死鳥 復刊 杉浦翠子戦中戦後歌誌 昭和20年7月-昭和22年3月』藤浪会, 1988.4